# Julien-Honoré-Germain d'Aubuisson
Julien Honoré Germain, Marquis d'Aubuisson, född 1786 i Toulouse, död 1860 i samma stad, var en fransk konstnär.
Ett flertal av hans poetiska och historiska kompositioner utställdes på Parissalongen 1812–1822, däribland verken "Paris beger sig iväg med Helena", "Hektor tvingar Paris att lämna Helena", "Alexander och Bukefalos" och "Hebes förbannelse".